# Atletismo nos Jogos Olímpicos de Verão de 2008 - Revezamento 4x400 m feminino
A competição de 4 x 400 metros estafetas feminino dos Jogos Olímpicos de Verão de 2008 foi realizado nos dias 22 e 23 de agosto.
Originalmente a Russia conquistou a medalha de prata, mas em 19 de agosto de 2016 o Comitê Olímpico Internacional desclassificou a equipe devido ao doping da atleta Anastasiya Kapachinskaya. As medalhas foram realocadas para a equipe da Jamaica, elevada para a segunda posição, e da Grã-Bretanha, que herdou a medalha de bronze.

## Medalhistas
|  | USA Estados Unidos                                                             |  | JAM Jamaica                                                       |  | GBR Grã-Bretanha                                                |
|  | Mary Wineberg Allyson Felix Monique Henderson Sanya Richards Natasha Hastings* |  | Shericka Williams Shereefa Lloyd Rosemarie Whyte Novlene Williams |  | Christine Ohuruogu Kelly Sotherton Marilyn Okoro Nicola Sanders |

* Atleta que participou da fase qualificatória

## Recordes
Antes desta competição, os recordes mundiais e olímpicos da prova eram os seguintes:
| Tipo | Atleta                                                                                 | Tempo   | Local | Data                 |
| ---- | -------------------------------------------------------------------------------------- | ------- | ----- | -------------------- |
|      | União Soviética · Tatyana Ledovskaya · Olga Nazarova · Mariya Pinigina · Olga Bryzgina | 3:15.17 | Seul  | 1 de outubro de 1988 |
|      | União Soviética · Tatyana Ledovskaya · Olga Nazarova · Mariya Pinigina · Olga Bryzgina | 3:15.17 | Seul  | 1 de outubro de 1988 |

## Resultados

### Eliminatórias
| Eliminatória | Pista | País               | Atletas                                                                       | Tempo   | Notas |
| ------------ | ----- | ------------------ | ----------------------------------------------------------------------------- | ------- | ----- |
| 2            | 7     | USA Estados Unidos | Mary Wineberg, Monique Henderson, Natasha Hastings, Sanya Richards            | 3:22.45 | Q, SB |
| 2            | 3     | JAM Jamaica        | Novelene Williams, Shereefa Lloyd, Bobby-Gaye Wilkins, Shericka Williams      | 3:22.60 | Q, SB |
| 2            | 6     | BLR Bielorrússia   | Yulyana Yushchanka, Iryna Khliustava, Ilona Usovich, Sviatlana Usovich        | 3:22.78 | Q, SB |
| 1            | 3     | RUS Rússia         | Elena Migunova, Tatyana Veshkurova, Liudmila Litvinova, Tatiana Firova        | 3:23.71 | Q, SB |
| 2            | 2     | NGR Nigéria        | Folashade Abugan, Joy Amechi Eze, Oluoma Nwoke, Ajoke Odumosu                 | 3:24.10 | q, SB |
| 1            | 7     | CUB Cuba           | Roxana Díaz, Zulia Calatayud, Susana Clement, Indira Terrero                  | 3:25.46 | Q, SB |
| 1            | 5     | GBR Grã-Bretanha   | Nicola Sanders, Kelly Sotherton, Marilyn Okoro, Christine Ohuruogu            | 3:25.48 | Q, SB |
| 1            | 6     | GER Alemanha       | Jonna Valesca Tilgner, Sorina Nwachukwu, Florence Ekpo-Umoh, Claudia Hoffmann | 3:25.55 | q, SB |
| 2            | 4     | FRA França         | Phara Anacharsis, Thélia Sigère, Solen Désert, Virginie Michanol              | 3:26.61 | SB    |
| 1            | 8     | UKR Ucrânia        | Oksana Shcherbak, Tetiana Petliuk, Kseniya Karandyuk, Nataliia Pygyda         | 3:27.44 |       |
| 1            | 2     | POL Polônia        | Monika Bejnar, Jolanta Wojcik, Anna Jesień, Grażyna Prokopek                  | 3:28.23 |       |
| 1            | 4     | IND Índia          | Geetha Satti, Manjeet Kaur, Chithra Kulathummuriyil Soman, Mandeep Kaur       | 3:28.83 |       |
| 2            | 9     | BRA Brasil         | Maria Laura Almirão, Josiane Tito, Emmily Pinheiro, Lucimar Teodoro           | 3:30.10 |       |
| 2            | 5     | MEX México         | Ruth Grajeda, Gabriela Medina, Nallely Vela, Zudikey Rodríguez                | 3:30.36 |       |
| 1            | 9     | JPN Japão          | Satomi Kubokura, Asami Tanno, Mayu Kida, Sayaka Aoki                          | 3:30.52 | SB    |
| 2            | 8     | CHN China          | Han Ling, Chen Jingwen, Wang Jinping, Tang Xiaoyin                            | 3:30.77 |       |

### Final
| #                 | Pista | País               | Atletas                                                                       | Tempo   | Notas  |
| ----------------- | ----- | ------------------ | ----------------------------------------------------------------------------- | ------- | ------ |
| Medalha de ouro   | 4     | USA Estados Unidos | Mary Wineberg, Allyson Felix, Monique Henderson, Sanya Richards               | 3:18.54 | SB     |
| Medalha de prata  | 7     | JAM Jamaica        | Novelene Williams, Shereefa Lloyd, Rosemarie Whyte, Shericka Williams         | 3:20.40 | SB     |
| Medalha de bronze | 9     | GBR Grã-Bretanha   | Christine Ohuruogu, Kelly Sotherton, Marilyn Okoro, Nicola Sanders            | 3:22.68 | SB     |
| 4                 | 6     | CUB Cuba           | Roxana Díaz, Zulia Calatayud, Susana Clement, Indira Terrero                  | 3:23.21 | NR     |
| 5                 | 2     | NGR Nigéria        | Joy Amechi Eze, Folashade Abugan, Oluoma Nwoke, Ajoke Odumosu                 | 3:23.74 | SB     |
| 6                 | 3     | GER Alemanha       | Jonna Valesca Tilgner, Sorina Nwachukwu, Florence Ekpo-Umoh, Claudia Hoffmann | 3:28.45 |        |
| –                 | 5     | RUS Rússia         | Yulia Gushchina, Lyudmila Litvinova, Tatyana Firova, Anastasiya Kapachinskaya | 3:18.82 | SB DSQ |
| –                 | 8     | BLR Bielorrússia   | Anna Kozak, Iryna Khliustava, Ilona Usovich, Sviatlana Usovich                | 3:21.85 | NR DSQ |